# Station Godewaarsvelde
Station Godewaarsvelde (Frans: Gare de Godewaersvelde) was een spoorwegstation in het Franse Godewaarsvelde. Het station was een grensstation aan de lijn Hazebrouck - Boeschepe en lijn 69.

## Geschiedenis
De eerste trein reed door het station op 10 juni 1870, een trein van de Société des chemins de fer de la Flandre-Occidentale. Dit station is gebouwd als Franse tegenhanger van het grensstation Abele. De gebouwen van beide stations waren dan ook nagenoeg identiek. Dezelfde maatschappij exploiteerde ook de Franse lijn Hazebrouck - Boeschepe.
Op 23 mei 1954 werd het reizigersvervoer opgeheven. Een internationale goederentrein van de NMBS reed nog tot 26 september 1970, toen het station definitief sloot. Op 14 januari 1972 werd het spoor opgebroken.
In 1977 kocht Godewaarsvelde het gebouw van de SNCF en werd het omgebouwd tot een lagere school, een functie die het gebouw tot de dag van vandaag vervult.

### Galerij

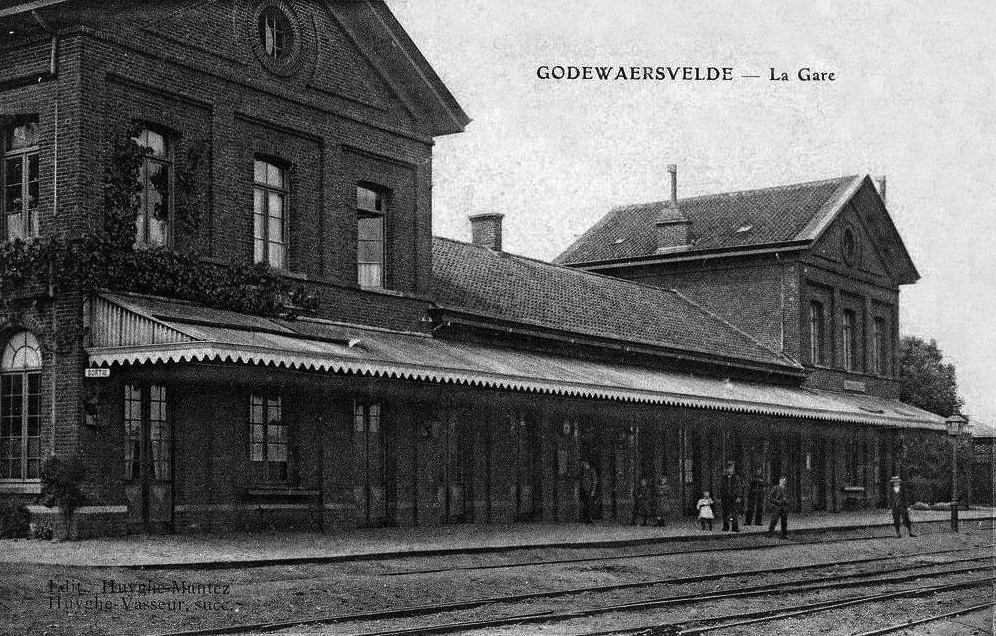
Het station omstreeks 1900.
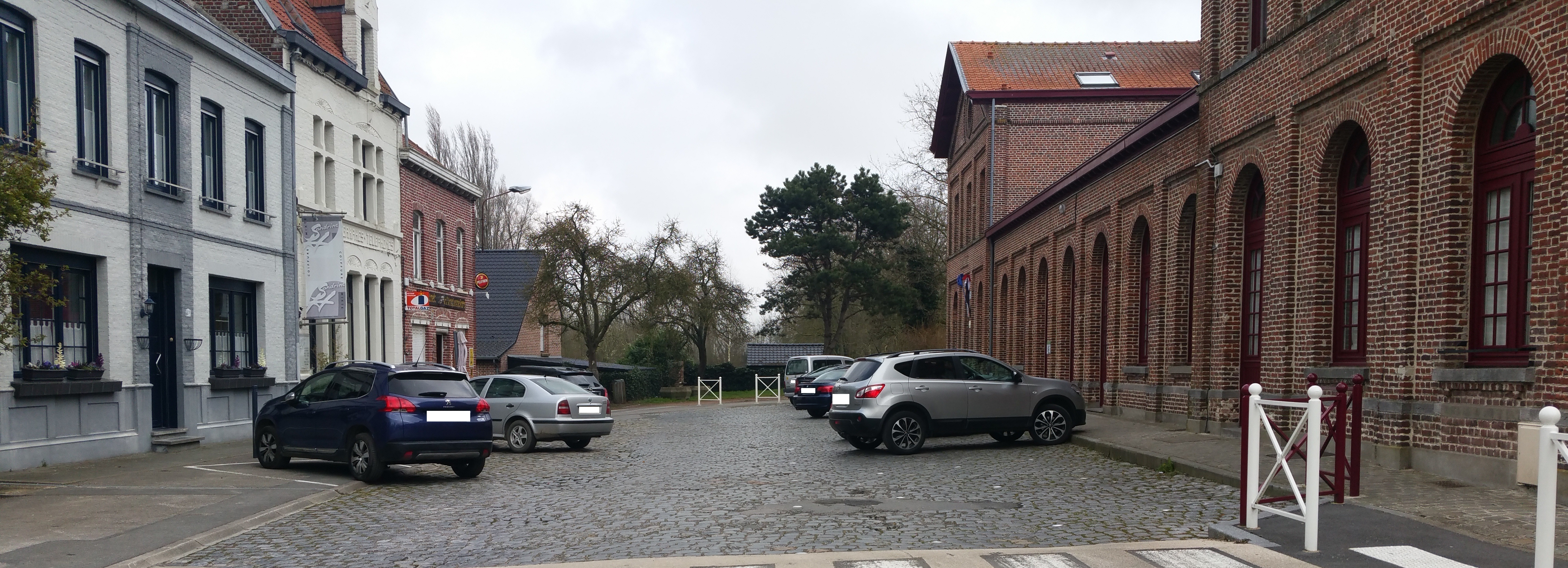
De straatkant van het station, dat nu dienstdoet als school.
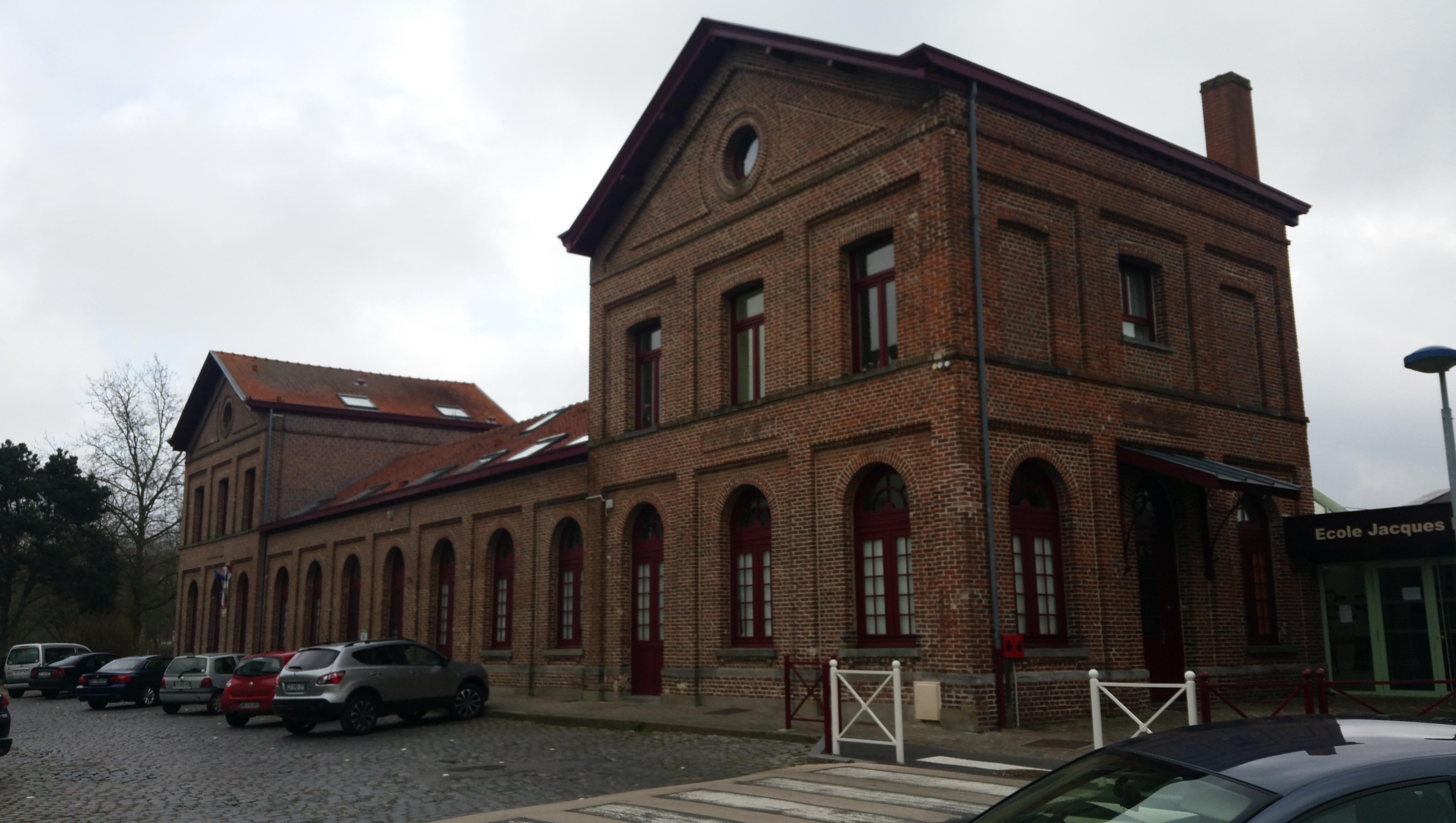
Het stationsgebouw omstreeks 2006.